# طاهر أفندي جاكوفا
طاهر أفندي جاكوفا (بالألبانية: Tahir Efendi Boshnjaku‏) (1770-1850 أو 1835)، المعروف أيضا باسم طاهر أفندي بوشنجاكو أو العظيم أفندي، هو زعيم ديني ألباني من منطقة جاكوفا في كوسوفو، وأحد أشهر شعراء ألبانيا في عهد بيختشينج. عاش وخدم كرجل دين في جاكوفا. نُشرت أفضل أعماله المعروفة باسم إيمني فيهبيج (الطرح) بالأبجدية العربية في إسطنبول في عام 1835، وطُبعت مع الأبجدية اللاتينية في عام 1907 في صوفيا، بلغاريا.

## حياته
يعرف طاهر أفندي أيضا باسم طاهر أفندي بوشنجاكو (البوسني) بسبب مسقط رأسه، وهي قرية لوكار بالقرب من نوفي بازار، وجزء من سانجاك نوفي بازار من إيالة البوسنة من الإمبراطورية العثمانية. وكان سليل عشيرة ساراسي، وهي جزء من قبيلة كاستراتي. ويعرف أيضا باسم أفندي العظيم لأنه كان أول مدرس في المدرسة الصغيرة لجاكوفا، وتقع في حي «محمود باشا». بدأ المنصب مباشرة بعد الانتهاء من دراسته في إسطنبول في عام 1807. كما عمل كإمام وشاعر ورجل دين ومعلم. وكان ينتمي إلى طريقة بيرامي الصوفية.

## أشعاره
عمله الشعري الأكثر شهرة إيمني فيهبيج، وكتب في شمال غرب غيغ الألبانية. تحتوي أشعاره على المشورة والتذكير بالأخلاق الإسلامية. نشرت في البداية في عام 1835 في إسطنبول. وبعد اثنتين وسبعين عاما (1907)، تم نشره بالأبجدية اللاتينية، التي تم ترجمتها من قبل المدرس إسماعيل هاكسهي طاهر غاكوفا. وطُبعت في «مبروثيسيا» بواسطة دار نشر للناشط الألباني كريستو لواراسي. كما كتب طاهر أفندي الشعر أيضا باللغة التركية والفارسية والعربية.
كانت أبياته الشعرية تحتوى على العدادات العربية: وهي شكل من أشكال الرمل (الفيلاتون، الفيلاتون، الفشل)، تليها البسملة، الحمد لله. كما يُكثر من الاستشهادات بالآيات القرآنية وأحاديث النبي. فُقدت عدد من أعماله، في حين تم اكتشاف بعضها بالعربية أو الفارسية في العقود الأخيرة. أحد أعماله مؤخرا هو «هيدا رابم» (الله هو ربي)، مكتوبة باللغة العثمانية ويعود تاريخها إلى عام 1832. وتم الاحتفاظ بها في ثلاث نسخ فقط، اثنان منها تم نسخها من قبل باجرام يوسف دولي، محمد طاهر جاكا.